# Какпак (Алматинская область)
Какпак (каз. Қақпақ) — село в Райымбекском районе Алматинской области Казахстана. Административный центр Какпакского сельского округа. Находится примерно в 58 км к востоку-юго-востоку (ESE) от села Кеген, административного центра района, на высоте 1834 метров над уровнем моря на левом берегу р. Орта Какпак, на северном склоне хребта Сарыджаз. Код КАТО — 195847100.
Почва чернозёмная, тёмно-коричневая.

## Население
В 1999 году население села составляло 2561 человека (1376 мужчин и 1185 женщин). По данным переписи 2009 года, в селе проживало 2300 человек (1177 мужчин и 1123 женщины).

## Топографические карты
- Лист карты K-44-40 Сарыжаз. Масштаб: 1 : 100 000. Состояние местности на 1986 год. Издание 1991 г.